# Péter Medgyessy
Dans le nom hongrois Medgyessy Péter, le nom de famille précède le prénom, mais cet article utilise l’ordre habituel en français Péter Medgyessy, où le prénom précède le nom.
Péter Medgyessy, né le 19 octobre 1942 à Budapest, est un homme d'État hongrois, Premier ministre de la Hongrie de mai 2002 à septembre 2004.

## Biographie
Péter Medgyessy naît à Budapest le 19 octobre 1942 dans une famille originaire de Transylvanie (Roumanie actuelle). Il n'a que cinq ans quand son père est nommé conseiller à l'ambassade de Hongrie à Bucarest.
Il est formé à l'université de Budapest dont il ressort diplômé en 1966 en sciences économiques,.
Il commence sa carrière dans l'administration des finances et, en 1986, est nommé ministre des Finances sous le régime communiste.
Il est adjoint au chef du gouvernement, chargé des affaires économiques, dans le gouvernement de transition de 1988 à 1990. Il supervise notamment la libéralisation de l'économie hongroise par le Parti communiste.
Après avoir travaillé dans le secteur bancaire, notamment à la tête de la filiale hongroise de la banque française Paribas, puis à la Banque hongroise de développement et d'investissement, il est ministre des Finances de 1996 à 1998 dans un gouvernement socialiste.
En 2002, il conduit victorieusement le Parti socialiste, allié aux libéraux, au pouvoir et devient Premier ministre. Peu de temps après les élections il est accusé d'avoir été membre du service secret communiste,. Péter Medgyessy avoue alors avoir appartenu aux services de contre-espionnage de 1977 à 1982. Malgré le mécontentement public dont il fait l'objet, il se tient au gouvernement en introduisant le programme de "cent jours" - l'augmentation de certain salaire fonctionnaire, du retrait etc. Le programme est très populaire, plus tard contesté par les économistes à cause de ses dépenses surestimées. En effet, l'année où son successeur Ferenc Gyurcsány arrive au pouvoir, le déficit budgétaire semblait devoir dépasser les 11 % du PIB. Finalement, il s'établit à 9,2 % grâce à une augmentation substantielle des impôts
Il est contraint à la démission en août 2004 par son ancien directeur de campagne, puis ministre des Sports de son gouvernement, Ferenc Gyurcsány après avoir perdu la confiance des libéraux de l'Alliance des démocrates libres (SZDSZ). Ce dernier lui succède au poste de chef du gouvernement.

## Positionnement
En 2002, il se présente comme un social-démocrate, et prend comme exemple le Premier ministre britannique Tony Blair et le chancelier allemand Gerhard Schroeder.

## Controverse
Durant le mandat de Premier ministre de Péter Medgyessy, des attaques politiques ont été lancées contre certains hauts fonctionnaires indépendants nommés par le cabinet de Viktor Orbán. Des décisions de justice ont par la suite établi que le directeur de l'Office hongrois de l'énergie et le président de l'Office hongrois des statistiques avaient été démis de leurs fonctions de manière inconstitutionnelle et illégale. Le directeur de l'Autorité hongroise de surveillance financière a été démis de ses fonctions sans contestation judiciaire, mais sans aucun motif matériel lié à son mandat,.

## Distinctions
- Grand-croix de l'ordre royal norvégien du Mérite
- Grand officier de la Légion d'honneur